# Zespół GRACILE
Zespół GRACILE (zespół Fellman, ang. GRACILE syndrome; Fellman syndrome) – rzadka, śmiertelna choroba genetyczna, spotykana w populacji fińskiej. Nazwa schorzenia jest akronimem od angielskich nazw objawów i streszcza najważniejsze cechy zespołu:
- GR - opóźnienie wzrostu (ang. growth retardation)
- A - aminoacyduria
- C - cholestaza
- I - przeładowanie żelazem (iron overload)
- L - kwasica mleczanowa (lactic acidosis)
- E - wczesna śmierć (early death).

Zespół został opisany przez Fellman i wsp. w 1998 roku. Jak dotąd nie wykryto genu, mutacje którego powodują chorobę; stwierdzono sprzężenie choroby z locus 2q33-q37.